# ドミニク・ディ・ピアッツァ
ドミニク・ディ・ピアッツァ（Dominique Di Piazza、1959年 - ）は、フランス・リヨン生まれのエレクトリックベース奏者である。
ディ・ピアッツァは、1979年にベースと出会った。すでに独学で覚えたギタリストであったディ・ピアッツァは、右手の親指、人差し指、中指でピッキングする独特でありながら非正統的な「クローズド・パーム」テクニックを開発した。それはエレクトリックベース奏者としてあまり聴かれることのないほどのスピードを彼に与えてくれるものだった。
1991年から1992年までジョン・マクラフリン・トリオのメンバーを務め、トリロク・グルトゥとともに300回に及ぶコンサートと、アルバム『ケ・アレグリア』のワールド・ツアーを行い、マシュー・ギャリソン、アダム・ニッティ、ルーカス・ピックフォードなど、ヨーロッパやアメリカの多くのベーシストに影響を与えた。
2000年、ディ・ピアッツァは、ギターのビレリ・ラグレーンとドラムのデニス・チェンバースからなるフロント・ページというグループで、同名アルバム『Front Page』（サニーサイド）をリリースした。2001年、このアルバムはその年のベスト・ジャズCDとしてヴィクトリー・ミュージック・アウォードを受賞した。
2005年と2006年に、ディ・ピアッツァはレユニオン、モーリシャス、マダガスカルなどアフリカ10か国をツアーし、レユニオン出身のピアニストであるMeddy Gerville、ギターのJean-Marie Ecay、ドラマーのHoracio Hernandezが同行した。このツアーは、インディペンデント・レーベルからリリースされた『Jazz Amwin』（Meddy Gerville名義）と呼ばれる新しいCDへとつながった。

## ディスコグラフィ

### リーダー・アルバム
- Front Page (2000年、Universal Music France) ※Front Page名義
- Dominique Di Piazza Plays Spiritual Hymns (2002年)
- Princesss Sita (2008年、Sunnyside)
- Face To Face / Yüzyüze (2011年、Lir Prodüksiyon Müzik & Film) ※with Zeki Çağlar Namlı
- 4 essential (2011年、Plus Loin Music) ※4 essential名義。with Debora Seffer
- Living Hope (2015年、Lan Note Bleue Production)